# Ehrharta calycina
Ehrharta calycina es una especie de hierba.

## Distribución
Es originaria de África del Sur. Crece en los pastizales Veld habituales en Sudáfrica,  Lesoto,  Suazilandia,  Zimbabue, Botsuana y Namibia.

## Descripción
Ehrharta calycina es una hierba perenne muy variable, a menudo pero no siempre rizomatosa.
Por lo general, alcanza 30–70 centímetros de altura, pero en condiciones favorables puede superar dicho tamaño.
La inflorescencia es un conjunto de espiguillas estrechas a anchas de color claro cuando son nuevas y se vuelven más oscuras y teñidas de púrpura a rojizo al madurar.

## Especie introducida / invasora
La hierba es una especie introducida que a menudo se convierte en una maleza nociva fuera de su área de distribución nativa.
Es una especie invasora en California, donde es una maleza invasora del hábitat de matorrales de hierba chaparral y costera a lo largo de las regiones costeras del sur y centro. Se introdujo por primera vez a Davis en el Valle de Sacramento como un pasto tolerante a la sequía para el pastoreo.
También se conoce como una especie invasora y mala hierba en partes de Australia.